# Амазонская область
Амазонская область — единица флористического районирования в биогеографии и экологии. Входит в Неотропическое царство. Занимает территорию Амазонской низменности. Климат на её территории — экваториальный, без ярко выраженных сезонов, с высокими температурами воздуха и большим количеством осадков. Занята в основном влажными экваториальными лесами (синонимы — гилея, сельва). Это — самый большой в мире массив экваториальных и тропических лесов.

## Флора
Флора А.о. — одна из богатейших как в Н.ц., так и в целом на Земле. В ней представлено только одно эндемичное семейств, но не менее 500 эндемичных родов и не менее 3000 эндемичных видов. По разнообразию растительных форм экваториальные леса не имеют равных в мире. Здесь произрастает 60 видов эндемичных пальм, разнообразны бамбуки, распространены мимозовые. Большое число озёр и многоводная хорошо развитая речная сеть служит причиной широкого распространения водных растений. Среди них — эндемик королевская регия (Victoria regia, виктория амазонская), гигантское растение с листьями до 1,5 м. Хорошо известна гевея, каучуконос, благодаря которому в мире появился такой незаменимый продукт, как резина.
Характерны для гилеи бертолеция (дерево до 45 м высотой), дынное дерево (папайя), сейбу (шерстяное дерево), бобовые, лавровые.